# BYD G5
La BYD G5 è un'autovettura prodotta dalla casa automobilistica cinese BYD Auto dal 2014 al 2017.

## Descrizione
La vettura ha debuttato al Salone dell'Auto di Pechino dell'aprile 2014 ed è stato lanciata sul mercato nel settembre 2014. Basato sulla piattaforma allungata della BYD F3, la G5 si posiziona leggermente sopra la compatto F3 e sotto la media BYD G6.